# Sergej Davydov

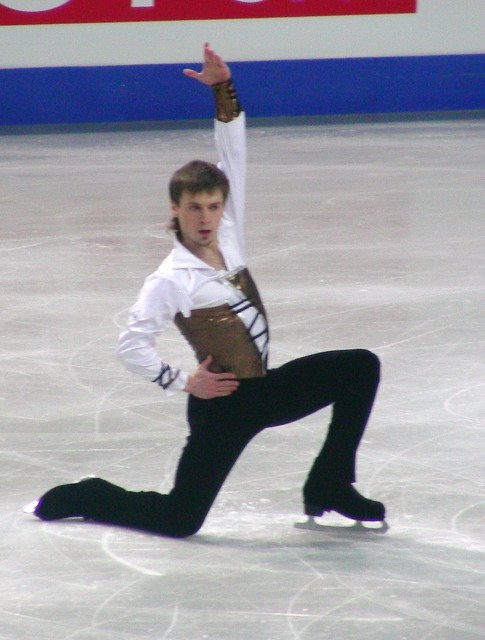
Sergej Davydov

Sergej Davydov (Russisch: Сергей Дмитриевич Давыдов) Rostov aan de Don, 2 maart 1979) is een in Rusland geboren Wit-Russische kunstschaatser. Zijn Wit-Russische naam is: Сяргей Давыдаў (Sjarhej Davydaw), maar hij schaatst internationaal altijd onder zijn oorspronkelijke Russische naam.
Davydov is actief als individuele kunstschaatser en wordt gecoacht door Jelena Tsjajkovskaja en Vladimir Kotin.
| records             | punten | datum      | toernooi |
| ------------------- | ------ | ---------- | -------- |
| Hoogste totaalscore | 170.51 | 21-01-2006 | EK 2006  |
| Hoogste korte kür   | 59.45  | 26-01-2005 | EK 2005  |
| Hoogste lange kür   | 117.50 | 14-03-2005 | WK 2005  |

## Belangrijke resultaten
T/m 1999 Rusland, vanaf 2001 Wit-Rusland
| Kampioenschap           | 1998   | 1999 |  | 2001 | 2002 | 2003 | 2004 | 2005 | 2006 | 2007 | 2008 |
| ----------------------- | ------ | ---- |  | ---- | ---- | ---- | ---- | ---- | ---- | ---- | ---- |
| Olympische Spelen       |        |      |  |      | 21e  |      |      |      | 15e  |      |      |
| Wereldkampioenschap     |        |      |  | 29e  | 24e  | 7e   | 18e  | 22e  | 12e  | 10e  | 12e  |
| Europees Kampioenschap  |        |      |  | 5e   | 9e   | 13e  | 12e  | 12e  | 13e  | 4e   | 9e   |
| WK Junioren             | Zilver |      |  |      |      |      |      |      |      |      |      |
| Nationaal Kampioenschap |        | 9e   |  | Goud | Goud | Goud | Goud | Goud | Goud | Goud |      |